# Pseudodoliops griseus
Pseudodoliops griseus är en skalbaggsart som beskrevs av Stefan von Breuning 1938. Pseudodoliops griseus ingår i släktet Pseudodoliops och familjen långhorningar.
Artens utbredningsområde är Filippinerna. Inga underarter finns listade i Catalogue of Life.